# Protokol od točke do točke
Protokol od točke do točke  (angleško Point-to-Point Protocol, kratica PPP) je komunikacijski protokol, ki omogoča komunikacijo med usmerjevalniki, ki so lahko od različnih proizvajalcev, uporablja pa se lahko tudi za povezljivost uporabnikov z lokalnimi omrežnji preko komunikacijskih strežnikov.